# Tom Lass

Tom Lass (2005)

Tom Lass (* 15. August 1983 in München) ist ein deutscher Filmschauspieler und Regisseur.

## Leben
Den ersten Kontakt mit Film machte Tom Lass im Alter von 10 Jahren, als er von dem angehenden Regie-Studenten Michael Baumann beim Theaterspielen in einem Ferienlager entdeckt wurde und in dessen erstem HFF-Kurzfilm Mahlzeit (1994) eine Hauptrolle übernahm. Das eigentliche Kinodebüt war 1999 Marc Rothemunds Kinokomödie Harte Jungs und später die ebenso erfolgreiche Fortsetzung Knallharte Jungs.
Es folgte die Hauptrolle in dem HFF-Diplomfilm Allerseelen (2003), der mit dem First Steps Award 2004 ausgezeichnet wurde und auf den Internationalen Hofer Filmtagen, Filmfestival Max Ophüls Preis und auf der Diagonale in Graz lief. Gleich im Anschluss bekam er eine Rolle in dem Kinofilm Die Nacht der lebenden Loser (2003). Gleichzeitig nahm er Sprechunterricht und besuchte ein Regie- und Schauspielseminar bei Dieter Wardetzky an der HFF München.
Tom Lass wirkte in zahlreichen Fernsehproduktionen mit, u. a. in den Fernsehfilmen Männer sind zum Abgewöhnen (2000), Weihnachtsmann über Bord (2003), Klassenfahrt – Geknutscht wird immer (2004) und in Serien wie Die Kommissarin, SOKO 5113 und Schulmädchen. 2007 wirkte er mit in der RTL-Comedyserie Geile Zeit.
2005 drehte er den historischen Kinofilm Nimmermeer (u. a. Honorary Foreign Film Award) und das Episodendrama Lauf der Dinge. 2006 folgte eine Rolle im Kinofilm Beautiful Bitch. Positive Kritiken erhielt er für seine Hauptrolle im Drama Stiller Frühling (2007), in dem er einen schüchternen 21-jährigen verkörpert, der eine Odyssee auf sich nimmt, um endlich eine Freundin zu finden. Der Spielfilm wurde beim „sehsüchte“-Filmfestival in der Medienstadt Babelsberg mit dem Publikumspreis ausgezeichnet, und erhielt beim Bundesfestival Video 2008 die drei Hauptpreise; darunter einen weiteren Publikumspreis. 2008 spielte er in der Romanverfilmung Krabat.
Tom Lass gründete 2006 gemeinsam mit seinem Bruder Jakob Lass die Lass Bros Filmproduktion. Sein mit einem Budget von 2500 Euro produzierter Spielfilm Papa Gold, in dem er Regie führte und die Hauptrolle spielte, wurde 2011 beim Filmfestival Max Ophüls Preis uraufgeführt, mit dem Preis des Verbands der deutschen Filmkritik (VdFK) ausgezeichnet und für die First Steps Awards nominiert. Sein zweiter Spielfilm Kaptn Oskar, bei dem er erneut die Doppelfunktion von Regisseur und Hauptrolle einnahm, wurde 2013 erneut zum Filmfestival Max Ophüls Preis eingeladen und beim Internationalen Filmfest Oldenburg mit dem German Independence Award ausgezeichnet.
Sein dritter Spielfilm Blind & Hässlich ist eine Koproduktion mit dem ZDF – Das kleine Fernsehspiel und handelt von Ferdi, der sich für hässlich hält, und Jona, die vorspiegelt, dass sie blind wäre. Der Film wurde 2017 beim Filmfest München mit dem Preis des internationalen Kritikerverbands FIPRESCI ausgezeichnet.
Für FUNK / ZDFneo hat Lass 2019 als Regisseur für 3 Folgen der erfolgreichen YouTube-Serie DRUCK fungiert. Die Serie basiert auf der norwegischen Vorlage SKAM und handelt von der ersten Liebe, Freundschaft, Mobbing und weiteren Höhen und Tiefen des Erwachsenwerdens. 2020 inszenierte er während des Lockdowns in der Corona-Krise für ZDFneo die Serie Liebe.Jetzt!, für die er per Zoom seine Regie-Anweisungen gab. Die Serie wurde bereits im April 2020 mit großem Erfolg ausgestrahlt.
2021 führte er Regie für den Instagram-Kanal @ichbinsophiescholl mit Luna Wedler in der Titelrolle. Eine Produktion des SWR und BR, die zu Ehren Sophie Scholls 100. Geburtstages die letzten Monate der Widerstandskämpferin in Echtzeit abbildet.

## Filmografie

### Schauspieler
- 1995: Mahlzeit (Kurzfilm)
- 1999: Harte Jungs
- 2001: Knallharte Jungs
- 2003: Allerseelen (Kurzfilm)
- 2003: Die Kommissarin (Fernsehserie, eine Folge)
- 2004: Die Nacht der lebenden Loser
- 2004: Klassenfahrt – Geknutscht wird immer
- 2004: Schulmädchen (Fernsehserie, 4 Folgen)
- 2005: Musik nur wenn sie laut ist (Kurzfilm)
- 2005: Rose
- 2006: Nimmermeer
- 2005: Lauf der Dinge
- 2007: Ab morgen glücklich (Kurzfilm)
- 2007: Beautiful Bitch
- 2007: Stiller Frühling
- 2007: Geile Zeit
- 2008: Die Rosenheim-Cops (Fernsehserie, Folge Mord auf der Weide)
- 2008: Sklaven und Herren
- 2008: Krabat
- 2009: Vulkan
- 2009: Wie die Raben (Kurzfilm)
- 2009: Pasticcio (Kurzfilm)
- 2011: Papa Gold
- 2011: Danni Lowinski – Wintermärchen
- 2012: Heart Says Explode (Kurzfilm)
- 2012: Ein Jahr nach morgen
- 2013: Kaptn Oskar
- 2013: In aller Freundschaft (Fernsehserie)
- 2014: Kommissarin Lucas – Kettenreaktion
- 2014: TVLab – Alibi-Agentur
- 2015: Abschussfahrt
- 2015: Heil
- 2015: Berlin Metanoia
- 2015: Pitter Patter Goes My Heart (Kurzfilm)
- 2016: Tatort: Auf einen Schlag
- 2017: Blind & Hässlich
- 2017: München Mord: Einer, der’s geschafft hat
- 2018: SOKO Potsdam (Fernsehserie, Folge Das Geständnis)
- 2018: Tatort: Murot und das Murmeltier
- 2018: Nord bei Nordwest – Sandy (Fernsehreihe)
- 2018: Endlich Witwer
- 2019: Leif in concert
- 2019: Beck is back! (Fernsehserie, Folge Pro Bono)
- 2019: Frau Jordan stellt gleich (Fernsehserie, Folge Menstruation und Machos)
- 2020: Notes of Berlin
- 2021: Neben der Spur – Schließe deine Augen (Fernsehreihe)
- 2022: Der Fluss ist sein Grab. Ein Krimi aus Passau (Fernsehreihe)
- 2024: Zeit Verbrechen (Miniserie, Folge Deine Brüder)
- 2023: Sisi & Ich
- 2024: Im Rosengarten
- 2024: Familie is nich

### Regisseur
- 2011: Papa Gold
- 2013: Kaptn Oskar
- 2017: Blind & Hässlich
- 2019: Druck (Webserie, 7 Folgen)
- 2020: Liebe. Jetzt! (Fernsehserie)
- 2023: Tatort: Lenas Tante
- 2023: Tod den Lebenden (Fernsehserie)